# Почтовые марки России (2024)

Почтовые марки России (2024) — каталог знаков почтовой оплаты (марок, блоков, листов), введённых в обращение «Почтой России» в 2024 году.

## Список коммеморативных марок
Порядок следования элементов в таблице соответствует номеру по каталогу марок России на официальном сайте издатцентра «Марка», в скобках приведены номера по каталогу «Михель».

## Таблица
| № | Изображение | Описание | Номинал    | Дата        | Тираж            | Художник                    | П       |
| --- | ----------- | --- | ---------- | ----------- | ---------------- | --------------------------- | ------- |
| 3191 |             | 100 лет газете «Красная звезда» | 100        | 10 января   | 72 000 9000      | Московец А.                 | [ 3 ]   |
| 3192 |             | Серия «Монастыри Русской православной церкви». Высоцкий монастырь | 67         | 23 января   | 90 000 10 000    | Ульяновский C.              | [ 4 ]   |
| 3193 |             | 200 лет со дня рождения В. В. Стасова (1824—1906), художественного, театрального и музыкального критика | 67         | 24 января   | 64 000 8000      | Бодрова М.                  | [ 5 ]   |
| 3194 |             | Совместный выпуск Администраций связи стран — членов РСС. Почтовые ящики | 29         | 25 января   | 120 000 8000     | Капранов С.                 | [ 6 ]   |
| 3195 |             | 150 лет со дня рождения В. Э. Мейерхольда (1874—1940), режиссёра, педагога | 80         | 26 января   | 105 000 7000     | Бетрединова Х.              | [ 7 ]   |
| 3196 |             | 100 лет киностудии «Мосфильм» | 100        | 30 января   | 72 000 9000      | Комса Р.                    | [ 8 ]   |
| 3197 |             | Почтовый блок — 300 лет Санкт-Петербургскому монетному двору | 300        | 31 января   | 18 000           | Бодрова М., Староверова А.  | [ 9 ]   |
| 3198, 3199, 3200 |             | Спортивные объекты Олимпийского парка. К 10-летию XXII Олимпийских зимних игр в г. Сочи - Дворец зимнего спорта «Айсберг» - Стадион «Фишт» - Дворец спорта «Большой» | 67         | 6 февраля   | 34 000 17 000    | Комса Р.                    | [ 10 ]  |
| 3201 |             | 300 лет Санкт-Петербургскому государственному университету | 67         | 8 февраля   | 72 000 9000      | Шувалова Р., Поварихин А.   | [ 11 ]  |
| 3202 |             | 300 лет Российской академии наук | 150        | 8 февраля   | 17 000           | Хабловский В.               | [ 12 ]  |
| 3203-3206 |             | Квартблок — 1000 лет г. Суздалю Владимирской области | 320 (80*4) | 14 февраля  | 18 000           | Бельтюков В.                | [ 13 ]  |
| 3207 |             | Всемирный фестиваль молодёжи 2024 в России | 85         | 1 марта     | 112 000 7000     | Корнеева М.                 | [ 14 ]  |
| 3208 |             | Международный мультиспортивный турнир «Игры будущего» | 85         | 22 февраля  | 80 000 10 000    | Ульяновский И.              | [ 15 ]  |
| 3209 |             | Тарифная марка «29 рублей» | 29         | 27 февраля  | 66 060 000       | Московец А., Никонов В.     | [ 16 ]  |
| 3210 |             | Тарифная марка «67 рублей» | 67         | 27 февраля  | 60 045 000       | Московец А., Никонов В.     | [ 17 ]  |
| 3211 |             | Серия «Государственные награды Российской Федерации. Медали». Медаль «За храбрость» | 90         | 28 февраля  | 64 000 8000      | Ульяновский И.              | [ 18 ]  |
| 3212 |             | 100 лет журналу «Мурзилка» | 70         | 5 марта     | 60 000 15 000    | Карпова Н.                  | [ 19 ]  |
| 3213, 3214, 3215, 3216 |             | Серия «Флора России». К 100-летию Кавказского государственного заповедника - Рододендрон кавказский - Прострел золотистый - Рябчик широколистный - Тысячелистник дваждыпильчатый | 67         | 7 марта     | 54 000           | Поварихин А.                | [ 20 ]  |
| 3217, 3218 |             | Серия «Государственные награды Российской Федерации» - Орден «Мать-героиня» - Орден Гагарина | 90         | 7 марта     | 56 000           | Ульяновский И.              | [ 21 ]  |
| 3219 |             | 150 лет со дня рождения Н. А. Бердяева (1874—1948), философа, социолога | 67         | 18 марта    | 72 000 9000      | Бельтюков В.                | [ 22 ]  |
| 3220 |             | 100 лет со дня рождения Н. А. Лопаткина (1924—2013), учёного, создателя отечественной урологии | 60         | 19 марта    | 56 000 7000      | Бодрова М.                  | [ 23 ]  |
| 3221, 3222, 3223, 3224, 3225, 3226, 3227, 3228, 3229, 3230 |             | Профессии сотрудников Федеральной службы войск национальной гвардии Российской Федерации - авиационные и артиллерийские подразделения; - вневедомственная охрана; - воинские части по охране важных государственных объектов и специальных грузов; - инженерная служба; - кинологическая служба; - морские воинские части и подразделения; - подразделения лицензионно-разрешительной работы; - подразделения полиции специального назначения; - силы специального назначения; - специальные моторизованные воинские части | 67         | 27 марта    | 20 000           | Ульяновский C.              | [ 24 ]  |
| 3231, 3232 |             | Серия «Города воинской славы» - Мариуполь - Мелитополь | 90         | 10 апреля   | 36 000           | Бельтюков В.                | [ 25 ]  |
| 3233 |             | День космонавтики | 30         | 12 апреля   | 200 000 25 000   | Ульяновский C.              | [ 26 ]  |
| 3234 |             | 50 лет началу строительства Байкало-Амурской магистрали | 50         | 17 апреля   | 72 000 9000      | Московец А.                 | [ 27 ]  |
| 3235, 3236 |             | Серия «Герои Российской Федерации». - В. Е. Ласточкин (1959—1995) - М. Ю. Немыткин (1970—1995) | 48         | 18 апреля   | 50 000           | Бельтюков В.                | [ 28 ]  |
| 3237 |             | 225 лет взятию русской эскадрой под командованием Ф. Ф. Ушакова крепости Корфу (надпечатка на марке № 2641 «275 лет со дня рождения Ф. Ф. Ушакова (1745−1817), флотоводца, адмирала») | 51         | 18 апреля   | 42 000 3500      | Хабловский В.               | [ 29 ]  |
| 3238 |             | Почтовый блок — К 70-летию присоединения России к ЮНЕСКО. Озеро Байкал | 15         | 22 апреля   | 19 000           | Ульяновский C.              | [ 30 ]  |
| 3239 |             | 125 лет со дня рождения В. В. Набокова (1899—1977), писателя, поэта | 50         | 22 апреля   | 105 000 7000     | Бетрединова Х.              | [ 31 ]  |
| 3240 |             | 300 лет со дня рождения И. Канта (1724—1804), философа | 70         | 22 апреля   | 96 000 8000      | Поварихин А.                | [ 32 ]  |
| 3241 |             | Художественная марка «200 рублей» | 20         | 23 апреля   | 1 020 000 34 000 | Никонов В.                  | [ 33 ]  |
| 3242-3245 |             | Квартблок — Фауна России. К 100-летию Всероссийского общества охраны природы | 28         | 27 апреля   | 25 000           | Салтыкова А.-М.             | [ 34 ]  |
| 3246, 3247, 3248, 3249 |             | Квартблок — Серия «Декоративно-прикладное искусство России. Войлочное ковроделие» - Войлочный ковёр арбабаш. Республика Дагестан - Войлочный ковёр истинг. Республика Ингушетия - Войлочный ковёр бичген кийиз. Кабардино-Балкарская Республика - Войлочный ковёр арбабаш. Республика Северная Осетия — Алания | 80         | 25 апреля   | 30 000           | Бетрединова Х.              | [ 35 ]  |
| 3250 |             | Международная историко-просветительская акция «Диктант Победы» | 29         | 26 апреля   | 88 000 11 000    | Карпова Н.                  | [ 36 ]  |
| 3251 |             | Почтовый блок — Всемирное наследие ЮНЕСКО. Петроглифы Онежского озера и Белого моря | 75, 75     | 3 мая       | 19 000           | Селезнёв К., Ульяновский И. | [ 37 ]  |
| 3253 |             | Марка и почтовый блок — Вступление в должность Президента Российской Федерации | 29         | 7 мая       | 156 000 13 000   | Ульяновский C.              | [ 38 ]  |
| 3253А |             | Почтовый блок — Вступление в должность Президента Российской Федерации | 29         | 7 мая       | 9 000            | Ульяновский C.              | [ 38 ]  |
| 3254 |             | 100 лет Государственному центральному музею современной истории России | 60         | 8 мая       | 90 000 6000      | Бетрединова Х.              | [ 39 ]  |
| 3255-3259 |             | Писатели-фронтовики. 100 лет со дня рождения В. П. Астафьева (1924—2001), В. О. Богомолова (1924—2003), Ю. В. Бондарева (1924—2020), Б. Л. Васильева (1924—2013), Ю. В. Друниной (1924—1991) | 80         | 8 мая       | 18 000           | Подобед М.                  | [ 40 ]  |
| 3260 |             | 100 лет Кавказскому государственному природному биосферному заповеднику | 200        | 12 мая      | 18 000           | Крадышев А.                 | [ 41 ]  |
| 3261 |             | Почтовый блок — Российская академия художеств. 225 лет со дня рождения К. П. Брюллова (1799—1852), художника Офсет + бронзовая паста + частичная лакировка + защитный комплекс | 170        | 28 мая      | 17 000           | Савина О.                   | [ 42 ]  |
| 3261A |             | Почтовый блок — Российская академия художеств. 225 лет со дня рождения К. П. Брюллова (1799—1852), художника Самоклеящаяся, дизайнерская «под холст» Офсет + бронзовая паста + защитный комплекс | 170        | 28 мая      | 3 800            | Савина О.                   | [ 42 ]  |
| 3262 |             | Евразийский экономический союз | 85         | 29 мая      | 54 000 9000      | Капранов С.                 | [ 43 ]  |
| 3263 |             | Почтовый блок — К 70-летию присоединения России к ЮНЕСКО. Государственный музей-заповедник «Петергоф» | 200        | 5 июня      | 19 000           | Бодрова М.                  | [ 44 ]  |
| 3264, 3265 |             | Квартблок — Серия «Декоративно-прикладное искусство России. Войлочное ковроделие» - Войлочный ковёр-занавес джыйгыч кийиз. Карачаево-Черкесская Республика - Войлочный ковёр истанг. Чеченская Республика | 20         | 5 июня      | 30 000           | Бетрединова Х.              | [ 45 ]  |
| 3266 |             | Совместный выпуск Российской Федерации и Республики Беларусь. 225 лет со дня рождения А. С. Пушкина (1799–1837), поэта | 50         | 6 июня      | 144 000 18 000   | Бодрова М.                  | [ 46 ]  |
| 3267 |             | 450 лет г. Уфе | 80         | 11 июня     | 90 000 6000      | Ульяновский И.              | [ 47 ]  |
| 3268 |             | Почтовый блок - 450 лет г. Уфе (надпечатка текста и нового номинала на марке № 2460 в почтовом блоке «Гербы городов и субъектов Российской Федерации. Республика Башкортостан») | 12         | 11 июня     | 7500             | Милорадова М., Московец А.  | [ 48 ]  |
| 3269 |             | 650 лет г. Кирову | 67         | 12 июня     | 72 000 8000      | Ульяновский И.              | [ 49 ]  |
| 3270 |             | 100 лет Отдельной орденов Суворова, Жукова, Ленина и Октябрьской Революции Краснознамённой дивизии оперативного назначения имени Ф. Э. Дзержинского войск национальной гвардии Российской Федерации | 150        | 17 июня     | 16 000           | Бельтюков В.                | [ 50 ]  |
| 3277 |             | Российская академия художеств. 125 лет со дня рождения А. А. Дейнеки (1899–1969), народного художника СССР, Героя Социалистического Труда Мелованная Офсет + бронзовая паста + частичная лакировка + защитный комплекс | 250        | 26 июня     | 17 000           | Савина О.                   | [ 51 ]  |
| 3277A |             | Российская академия художеств. 125 лет со дня рождения А. А. Дейнеки (1899–1969), народного художника СССР, Героя Социалистического Труда Самоклеящаяся, дизайнерская «под холст» Офсет + бронзовая паста + защитный комплекс | 250        | 26 июня     | 3 600            | Савина О.                   | [ 51 ]  |
| 3278, 3279, 3280, 3281 |             | Оружие Победы. Современная военная техника. - Вертолёт Ка-52М - Автомобиль многоцелевого назначения «Тигр-М» - ТОС-2 «Тосочка» - Фрегат проекта 11356 | 30         | 28 июня     | 64 000 8000      | Комса Р.                    | [ 52 ]  |
| 3282 (Mi #RU 2024.07.06-01) |             | Почтовый блок - 100 лет Республике Ингушетии | 10         | 17 июля     | 17 000           | Ульяновский И.              | [ 53 ]  |
| 3283 (Mi #RU 2024.07.17-01) |             | Почтовый блок - 100 лет Республике Северной Осетии – Алании | 10         | 6 июля      | 17 000           | Ульяновский И.              | [ 54 ]  |
| 3284 (Mi #RU 2024.07.10-01) |             | Серия «История российской дипломатии». 250 лет подписанию Кючук-Кайнарджийского мирного договора между Россией и Турцией | 10         | 10 июля     | 66 000 11 000    | Капранов С.                 | [ 55 ]  |
| 3285 (Mi #RU 2024.07.23-01) |             | 950 лет г. Торопцу Тверской области | 50         | 23 июля     | 90 000 6000      | Бодрова М.                  | [ 56 ]  |
| 3286, 3287 (Mi #RU 2024.07.25-01), (Mi #RU 2024.07.25-02) |             | Серия «Маяки России». Ильинский маяк. Поворотный маяк | 50         | 25 июля     | 90 000           | Бодрова М.                  | [ 57 ]  |
| 3288, 3289, 3290, 3291 (Mi #RU 2024.07.30-01), (Mi #RU 2024.07.30-02), (Mi #RU 2024.07.30-03), (Mi #RU 2024.07.30-04)                                                                   |             | Серия «К 80-летию Победы в Великой Отечественной войне 1941–1945 гг. Военная форма одежды Красной Армии и флота СССР. 1944 г.» - Морской пехотинец и пулемётчик - Командир экипажа и механик-водитель танка - Командир стрелкового взвода и автоматчик - Подносчик снарядов и командир батареи гаубиц | 30         | 30 июля     | 72 000           | Ульяновский C.              | [ 58 ]  |
| 3292, 3293, 3294, 3295 (Mi #RU 2024.07.31-01), (Mi #RU 2024.07.31-02), (Mi #RU 2024.07.31-03), (Mi #RU 2024.07.31-04)                                                                   |             | Серия «Современное искусство России» - И. М. Брунеткин. «Почтальон». 2006. г. Нижний Новгород - А. Н. Ковальчук и А. А. Миронов. «Александр Невский». 2021. г. Нижний Новгород - В. И. Пурихов. «Князь Юрий Всеволодович и епископ Симон Суздальский». 2008. г. Нижний Новгород - А. А. Щитов. «Купец с самоваром». 2023. г. Нижний Новгород | 70         | 31 июля     | 48 000           | Савина О.                   | [ 59 ]  |
| 3296, 3297, 3298, 3299 (Mi #RU 2024.08.07-01a), (Mi #RU 2024.08.07-01b), (Mi #RU 2024.08.07-01c), (Mi #RU 2024.08.07-01d)                                                               |             | Серия «Флора России. К 100-летию Всероссийского общества охраны природы» - Кастиллея арктическая - Лилия кавказская - Пион тонколистный - Фиалка надрезанная | 72         | 7 августа   | 60 000           | Карпова Н.                  | [ 60 ]  |
| 3300, 3301, 3302, 3303 (Mi #RU 2024.08.08-01a), (Mi #RU 2024.08.08-01b), (Mi #RU 2024.08.08-01c), (Mi #RU 2024.08.08-01d)                                                               |             | Серия «Природное наследие России». Биосферный заповедник «Аскания-Нова» - Дрофа - Степной хорь - Степная гадюка - Степная пустельга | 31         | 8 августа   | 62 000           | Мирзоев Х.                  | [ 61 ]  |
| 3304, 3305, 3306, 3307, 3308, 3309 (Mi #RU 2024.08.09-01a), (Mi #RU 2024.08.09-01b), (Mi #RU 2024.08.09-01c), (Mi #RU 2024.08.09-01d), (Mi #RU 2024.08.09-01e), (Mi #RU 2024.08.09-01f) |             | Города трудовой доблести - Вологда. Памятник труженикам тыла в годы Великой Отечественной войны - Дзержинск. Памятник труженикам тыла - Кострома. Памятник труженикам тыла Костромской области во время Великой Отечественной войны 1941–1945 годов - Подольск. Памятник заводчанам – участникам Великой Отечественной войны и труженикам тыла - Улан-Удэ. Памятник труженикам тыла и детям войны - Чита. Памятник железнодорожникам Забайкалья за вклад в Великую Победу                                                  | 60         | 9 августа   | 18 000           | Чебаненко А.                | [ 62 ]  |
| 3310 (Mi #RU 2024.08.17-01) |             | 100 лет футбольному клубу «Торпедо Москва» | 30         | 17 августа  | 81 000 9000      | Поварихин А.                | [ 63 ]  |
| 3311 (Mi #RU 2024.08.19-01) |             | 100 лет со дня рождения В. Н. Мацнева (1924–2023), учёного-связиста | 50         | 19 августа  | 90 000 6000      | Бельтюков В.                | [ 64 ]  |
| 3312 (Mi #RU 2024.08.24-01), (Mi #RU 2024.08.24-01a), (Mi #RU 2024.08.24-01b) |             | К 75-летию установления дипломатических отношений между Российской Федерацией и Китайской Народной Республикой. Панда Катюша | 75         | 24 августа  | 96 000           | Савина О.                   | [ 65 ]  |
| Почтовый блок №3312-I |             | К 75-летию установления дипломатических отношений между Российской Федерацией и Китайской Народной Республикой. Панда Катюша | 75         | 24 августа  | 20 000           | Савина О.                   | [ 65 ]  |
| 3313-3316 (Mi #RU 2024.08.27-01a), (Mi #RU 2024.08.27-01b), (Mi #RU 2024.08.27-01c), (Mi #RU 2024.08.27-01d), (Mi #RU 2024.08.27-01)                                                    |             | Квартблок - Архитектурное наследие России. Кавказские Минеральные Воды. На марках изображены памятники архитектуры Ставропольского края: Ванны Островского, Нарзанная галерея, Лермонтовские ванны, Галерея над источником № 17. | 12         | 27 августа  | 20 000           | Московец А.                 | [ 66 ]  |
| 3317 (Mi #RU 2024.08.29-01) |             | Почтовый блок - Информационное телеграфное агентство России (ИТАР-ТАСС) | 15         | 29 августа  | 17 000           | Збуцкая А.                  | [ 67 ]  |
| 3318 (Mi #RU 2024.08.30-01) |             | Серия «Монастыри Русской православной церкви». Воскресенский Ново-Иерусалимский монастырь | 72         | 30 августа  | 72 000 8000      | Ульяновский C.              | [ 68 ]  |
| 3319 (Mi #RU 2024.08.30-02) |             | Почтовый блок - Российская академия художеств. 150 лет со дня рождения С. Т. Конёнкова (1874–1971), скульптора, графика, педагога Мелованная Офсет + бронзовая паста + защитный комплекс | 170        | 30 августа  | 17 000           | Савина О.                   | [ 69 ]  |
| 3319А |             | Почтовый блок - Российская академия художеств. 150 лет со дня рождения С. Т. Конёнкова (1874–1971), скульптора, графика, педагога Мелованная Офсет + бронзовая паста + частичная лакировка + конгревное тиснение + защитный комплекс Без зубцовки | 170        | 30 августа  | 3 650            | Савина О.                   | [ 69 ]  |
| 3320 (Mi #RU 2024.09.03-01) |             | Серия «Декоративно-прикладное искусство России». Дымковская игрушка | 22         | 3 сентября  | 396 000 22 000   | Затологина В.               | [ 70 ]  |
| 3321, 3322 (Mi #RU 2024.09.05-01a), (Mi #RU 2024.09.05-01b), (Mi #RU 2024.09.05-01e) |             | Совместный выпуск Российской Федерации и Тунисской Республики. Искусство - А. А. Рубцов. Автопортрет 1919 г. - А. А. Рубцов. В гостиной. Нач. XX в. | 85         | 5 сентября  | 45 000 9000      | Карпова Н.                  | [ 71 ]  |
| 3323 (Mi #RU 2024.09.06-01) |             | 200 лет со дня рождения П. В. Алабина (1824–1896), государственного и общественного деятеля, писателя | 50         | 6 сентября  | 90 000 6000      | Мусихина-Белова Д.          | [ 72 ]  |
| 3324, 3325, 3326, 3327 (Mi #RU 2024.09.12-01a), (Mi #RU 2024.09.12-01b), (Mi #RU 2024.09.12-01c), (Mi #RU 2024.09.12-01d)                                                               |             | Автоматическое стрелковое оружие - АК-47. 1949 - АКМС. 1962 - АК-74. 1974 - АК-12. 2020 | 31         | 12 сентября | 30 000 15 000    | Ульяновский C.              | [ 73 ]  |
| 3328 (Mi #RU 2024.09.13-01) |             | Почтовый блок - Культурное наследие России. 100 лет Кирилло-Белозерскому историко-архитектурному и художественному музею-заповеднику | 20         | 13 сентября | 16 000           | Бетрединова Х.              | [ 74 ]  |
| 3329 (Mi #RU 2024.09.20-01) |             | 150 лет со дня рождения Н. А. Семашко (1874–1949), врача, государственного деятеля | 72         | 20 сентября | 72 000 8000      | Поварихин А.                | [ 75 ]  |
| 3330 |             | Серия «Национальные проекты России». Беспилотные авиационные системы | 31         | 24 сентября | 264 000 33 000   | Капранов С.                 | [ 76 ]  |
| 3331-3334 |             | К 200-летию Российского государственного художественно-промышленного университета им. С. Г. Строганова. Произведения классиков Строгановской школы - А. Н. Ковальчук. Император Всероссийский Александр III. 2017. г. Ялта - С. В. Курасов. Парусная регата. 2000 - Е. В. Ромашко. Теплый август. Переславль-Залесский. 2017 - Н. А. Иванов. Лев Толстой. 2019. Москва | 50         | 25 сентября | 30 000           | Савина О.                   | [ 77 ]  |
| 3335 |             | Серия «Лауреаты Нобелевской премии». 175 лет со дня рождения И. П. Павлова (1849–1936), учёного, физиолога | 50         | 26 сентября | 78 000 8000      | Подобед М.                  | [ 78 ]  |
| 3336 |             | Серия «Кавалеры ордена "За заслуги перед Отечеством"». А. Н. Чилингаров (1939–2024) | 50         | 25 сентября | 98 000 7000      | Савина О.                   | [ 79 ]  |
| 3337 |             | 150 лет Всемирному почтовому союзу | 50         | 9 октября   | 99 000 11 000    | Капранов С.                 | [ 80 ]  |
| 3338 |             | Почтовый блок - Российская академия художеств. 150 лет со дня рождения Н. К. Рериха (1874–1947), художника На марке изображена картина Н. К. Рериха «Строят ладьи» (1903), на полях — картина С. Н. Рериха «Портрет Н. К. Рериха» (1928). Мелованная Офсет + бронзовая паста + частичная лакировка + защитный комплекс | 200        | 24 сентября | 17 000           | Савина О.                   | [ 81 ]  |
| 3338А |             | Почтовый блок - Российская академия художеств. 150 лет со дня рождения Н. К. Рериха (1874–1947), художника На марке изображена картина Н. К. Рериха «Строят ладьи» (1903), на полях — картина С. Н. Рериха «Портрет Н. К. Рериха» (1928). Самоклеящаяся, дизайнерская «под холст» Офсет + бронзовая паста + защитный комплекс | 200        | 24 сентября | 3 600            | Савина О.                   | [ 81 ]  |
| 3339 |             | Почтовый блок — 550 лет алкогольному регулированию в России | 170        | 15 октября  | 17 000           | Бодрова М.                  | [ 82 ]  |
| 3340 |             | 100 лет со дня рождения М. Ф. Решетнёва (1924–1996), академика, основоположника космонавтики | 50         | 23 октября  | 90 000 6000      | Подобед М.                  | [ 83 ]  |
| 3341 |             | Тарифная марка «72 рубля» | 72         | 16 октября  | 25 020 000       | Московец А., Никонов В.     | [ 84 ]  |
| 3342 |             | Служба криминалистики Следственного комитета Российской Федерации | 70         | 17 октября  | 54 000 6000      | Ульяновский И.              | [ 85 ]  |
| 3343 |             | Встреча глав государств объединения БРИКС в г. Казани | 50         | 22 октября  | 90 000 6000      | Капранов С.                 | [ 86 ]  |
| 3344, 3345, 3346 |             | Здания дипломатических представительств МИД России - Посольство России в Иране - Посольство России в Мексике - Резиденция посла России в Италии | 72         | 23 октября  | 66 000 6000      | Карпова Н.                  | [ 87 ]  |
| 3347 (Mi #) |             | 125 лет со дня рождения Н. А. Доллежаля (1899–2000), учёного, конструктора, дважды Героя Социалистического Труда | 72         | 25 октября  | 75 000 5000      | Бетрединова Х.              | [ 88 ]  |
| 3348 (Mi #) |             | 100 лет со дня рождения В. П. Макеева (1924–1985), создателя отечественной школы морского ракетостроения, дважды Героя Социалистического Труда | 60         | 25 октября  | 90 000 6000      | Бельтюков В.                | [ 89 ]  |
| 3349 (Mi #) |             | Почтовый блок — 175 лет Большому Кремлёвскому дворцу | 17         | 31 октября  | 20 000           | Бодрова М.                  | [ 90 ]  |
| 3350, 3351, 3352 (Mi #) |             | Серия «Культурное наследие России». - Дача К. А. Коровина в д. Охотино. - Музей-заповедник В. Д. Поленова. - Музей-усадьба И. Е. Репина «Пенаты» в п. Репино. | 31         | 15 ноября   | 36 000           | Ульяновский C.              | [ 91 ]  |
| 3353 (Mi #) |             | Ежегодная международная просветительская акция «Географический диктант» | 31         | 16 ноября   | 90 000 10 000    | Ульяновский И.              | [ 92 ]  |
| 3354 (Mi #) |             | Архитектурные сооружения. Мост через реку Оку автодороги М-12 «Восток» | 72         | 20 ноября   | 90 000 6000      | Ульяновский И.              | [ 93 ]  |
| 3355 (Mi #) |             | Ф. Г. Углов (1904–2008), хирург, писатель, общественный деятель, профессор | 72         | 29 ноября   | 63 000 7000      | Бетрединова Х.              | [ 94 ]  |
| 3356 (Mi #) |             | С Новым годом! Лисичка с письмом | 31         | 3 декабря   | 351 000 39 000   | Мячина Т.                   | [ 95 ]  |
| 3357 (Mi #) |             | С Новым годом! Снегурочка с самоваром Офсет + защитный комплекс | 22         | 3 декабря   | 198 000          | Фарманова З.                | [ 96 ]  |
| 3357-I |             | С Новым годом! Снегурочка с самоваром Офсет + серебряная фольга + защитный комплекс | 22         | 3 декабря   | 22 000           | Фарманова З.                | [ 96 ]  |
| 3358 (Mi #) |             | Волонтёрское движение Российской Федерации | 31         | 5 декабря   | 78 000 13 000    | Капранов С.                 | [ 97 ]  |
| 3359 (Mi #) |             | Совместный выпуск Российской Федерации и Республики Беларусь. 25 лет подписанию договора о создании Союзного государства Лист с оформленными полями (3×3) из 8 марок и купона. | 70         | 6 декабря   | 64 000           | Капранов С.                 | [ 98 ]  |
| 3359 |             | Почтовый блок | 70         | 6 декабря   | 5000             | Капранов С.                 | [ 98 ]  |
| 3360 (Mi #) |             | Сокровища музеев России. Государственный Эрмитаж | 31         | 7 декабря   | 96 000 12 000    | Московец А.                 | [ 99 ]  |
| 3361, 3362, 3363, 3364, 3365, 3366, 3367, 3368, 3369, 3370 (Mi #) |             | Серия «Герои Российской Федерации». - А. А. Аксёнов (1984–2022) - А. А. Власенков (1998–2022) - Н. Ю. Гусев (1996–2022) - А. А. Иванов (1989–2022) - А. В. Катериничев (1974–2022) - А. Н. Ковтун (1996–2022) - Ш. Н. Магомедов (1997–2022) - И. Л. Насибуллин (1995–2022) - И. В. Поздеев (1985–2022) - В. П. Фролов (1967–2022) | 50         | 9 декабря   | 45 000 9000      | Подобед М.                  | [ 100 ] |
| 3371 (Mi #) |             | Военно-патриотический парк культуры и отдыха Вооружённых Сил Российской Федерации «Патриот» | 72         | 10 декабря  | 56 000 7000      | Капранов С.                 | [ 101 ] |
| 3372 (Mi #) |             | Н. М. Козлов (1926–1983), военачальник, Герой Советского Союза | 60         | 12 декабря  | 72 000 6000      | Комса Р.                    | [ 102 ] |
| 3373 (Mi #) |             | Почтовый блок — Всемирное наследие ЮНЕСКО. 500 лет Новодевичьему монастырю | 20         | 12 декабря  | 18 000           | Кулемин А.                  | [ 103 ] |

## Комментарии
1. ↑  Ниже приведён перечень коммеморативных марок (с возможностью сортировки по номиналу, тиражу).